# Яблуко

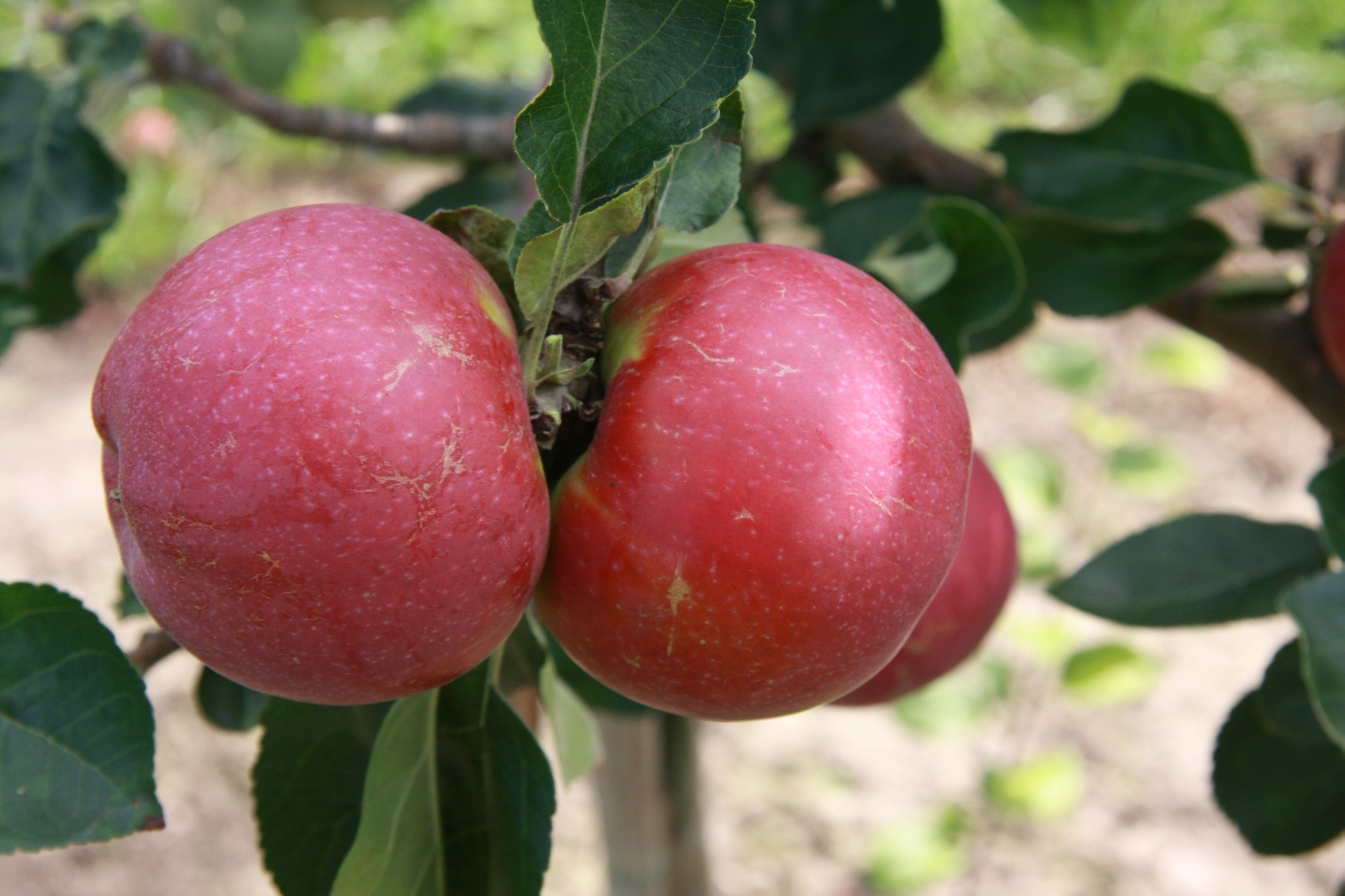
Яблука на яблуні

Яблуко — це плід яблуні, рослини з родини трояндових. Воно має круглий або яйцеподібний вигляд і зазвичай має діаметр від 5 до 10 сантиметрів. Його шкірка може бути різного кольору — від зеленого до жовтого, червоного та навіть темно-фіолетового. М'якоть яблука зазвичай біла або жовта, соковита і має солодку або кисло-солодку смакову властивість. У центрі плоду зазвичай знаходяться насіння, які можуть бути білого або коричневого кольору.
У народній медицині свіжі яблука і яблучний чай вживали для поліпшення травлення, пом'якшення кашлю, при ревматизмі, сечокам'яній хворобі, анемії, авітамінозах, мігрені; зовнішньо м'якоть свіжих яблук прикладали при опіках, обмороженнях і для лікування виразок.

## Походження та сорти яблук
Вважається, що «батьківщиною» яблуні є передгір'я Алатау Казахстану.
Найбільше розповсюдження отримала яблуня домашня. Сьогодні (2020) існує безліч сортів цього виду яблуні, що ростуть в різних кліматичних умовах. Сорти яблук поділяють за вмістом цукрів, твердістю, придатність до зберігання тощо. За швидкістю визрівання сорти поділяються на такі:
- Літні (Мелба (Лазурне), Білий налив, Донешта, Золота китайка, Московська грушовка).
- Осінні (Алма, Жигулівське, Антонівка, Слава переможцям, Орловське смугасте, Апорт, Безсім'янка нова, Боровинка, Волзька красуня, Аніс алий).
- Зимові (Богатир, Квітневе, Лобо, Пепін шафранний, Пам'ять Мічуріна, Голд, Беркутовське, Лісостепове, Россошанське смугасте, Ренет золотий Курський, Ренет Симиренка, Кортланд, Сінап північний, Амарілл, Антонівка звичайна, Аніс новий, Башкирський красень, Бабушкіно).

Найбільш комерційні сорти яблук:
- Джонатан — пізній зимовий сорт. Плоди середнього розміру 100—120 г. Добре лежать тільки у сховищах-холодильниках. Місце походження — США. М'якоть зеленувато-біла, при визріванні — кремова, солодко-кисла, ароматна, дуже соковита, щільна, відмінного десертного смаку.
- Голден делішес — сорт американського походження, відібраний 1890 року у Східній Вірджинії А. Х. Моллінгсом із сіянців невідомого походження. Плоди вагою 110—120 г, золотаво-жовті.
- Гренні Сміт — плоди дуже гарні, великі, вагою до 190 г. М'якоть зеленкувата, дуже щільна, середньої соковитості, кисло-солодка. Місце походження — Австралія. Зелене, дуже кисле, хрустке, соковите, з перемінним смаком яблуко.
- Фуджі — яблука зимового сорту. Місце походження — Японія. Сорт має округлі форми, червоно-малинового кольору[13].

## Хімічний склад
Яблука містять велику кількість корисних поживних речовин, таких як вітаміни, мінерали та антиоксиданти. Ось деякі складові яблука:
- Вода: близько 85-90 %
- Вуглеводи: близько 14 %
- Дієтичні волокна: близько 2-3 %
- Вітамін С: близько 7 % RDA (рекомендована денна норма)
- Вітамін К: близько 2 % RDA
- Вітамін В6: близько 2 % RDA
- Різні мінерали, такі як кальцій, калій, магній, фосфор та мідь
- Антиоксиданти, такі як кверцетин та катехіни

Також в яблуках є природні фітонутрієнти, такі як пектин та каротиноїди, які можуть допомогти захистити організм від шкідливих зовнішніх факторів. Загалом, споживання яблук пов'язано з численними перевагами для здоров'я, включаючи зниження ризику захворювань на серце, поліпшення функції легенів та зниження ризику розвитку деяких видів раку.
Додаткова інформація про хімічний склад яблук:
- Фенольні сполуки: яблука містять значну кількість фенольних сполук, таких як кверцетин, епікатекін та хлорогенова кислота. Ці сполуки допомагають захистити організм від окислювального стресу та запобігають пошкодженню клітин.
- Пектин: це розчинна дієтичні волокна, які можуть підтримувати здоров'я шлунково-кишкового тракту та знижувати рівень холестерину в крові.
- Каротиноїди: яблука містять каротиноїди, такі як лютеїн та зеаксантин, які можуть покращувати зір та запобігати деяким окаринням.
- Флавоноїди: це група фенольних сполук, які знаходяться в яблуках, такі як катехіни та епікатехіни, що можуть допомагати захистити організм від захворювань серця та інших захворювань.
- Вітаміни групи B: яблука містять різні вітаміни групи B, такі як тіамін (В1), рибофлавін (В2) та ніацин (В3), які допомагають забезпечувати енергією тіло та підтримувати здоров'я нервової системи.
- Кальцій: яблука містять певну кількість кальцію, який сприяє здоров'ю кісток та зубів.
- Калій: цей мінерал важливий для роботи серця та нервової системи. Яблука містять значну кількість калію, що може допомогти знизити рівень кров'яного тиску та знизити ризик захворювань на серце.

## Харчові якості
Яблука не є переможцями серед інших овочів та фруктів за вмістом вітамінів і корисних мікроелементів, проте вважаються одними з найуніверсальніших і найдоступніших дієтичних фруктів, багатих на сік, клітковину, вітаміни й мікроелементи.

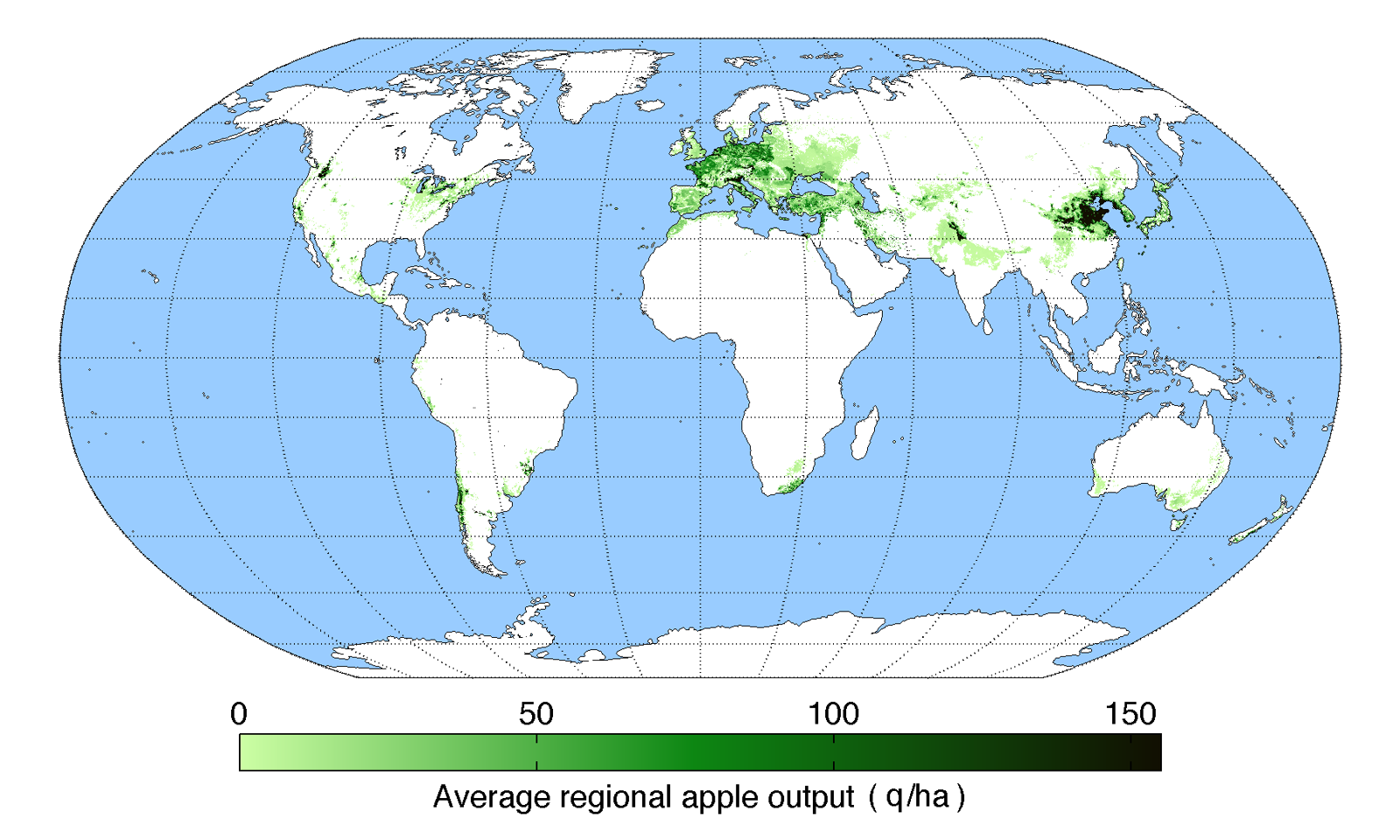
Вирощування яблук у світі. Середня врожайність з гектара

## Вирощування і торгівля
Торгівля яблуками є важливою галуззю економіки, оскільки яблука є одним з найпопулярніших фруктів у світі. Торгівля яблуками здійснюється на міжнародному та внутрішньому рівнях.
На міжнародному рівні, країни-експортери яблук, такі як Італія, Польща, Франція та Нова Зеландія, експортують свою продукцію в країни-імпортери, такі як Китай, США, Німеччина, Японія та Канада. Торгівля може здійснюватись як звичайним шляхом, таким як контрактна угода між двома компаніями, або за допомогою великих торгових мереж, що забезпечують роздрібну торгівлю яблуками в різних країнах світу.
На внутрішньому ринку, торгівля яблуками зазвичай здійснюється через ринки, супермаркети та інші магазини. Також, яблука можуть бути продані через спеціалізовані ринки або фермерські ринки, де фермери можуть продавати свої продукти безпосередньо споживачам.
Торгівля яблуками вимагає дотримання стандартів якості та безпеки харчових продуктів. Тому виробники та експортери повинні дотримуватись відповідних стандартів якості та безпеки для того, щоб забезпечити безпечні та якісні яблука для споживачів.
| Найбільші виробники яблук — за 2021 рік | Найбільші виробники яблук — за 2021 рік | Найбільші виробники яблук — за 2021 рік | Найбільші виробники яблук — за 2021 рік | Найбільші виробники яблук — за 2021 рік |
| Країна | Виробництво (тонн)                      | Примітки                                |                                         |                                         |
| --- | --------------------------------------- | --------------------------------------- | --------------------------------------- | --------------------------------------- |
| Китай | 42,9 млн тонн                           | F                                       |                                         |                                         |
| США | 4,6 млн тонн                            |                                         |                                         |                                         |
| Індія | 3,7 млн тонн                            | F                                       |                                         |                                         |
| Туреччина | 3,5 млн тонн                            |                                         |                                         |                                         |
| Італія | 2,5 млн тонн                            | F                                       |                                         |                                         |
| Польща | 2,4 млн тонн                            |                                         |                                         |                                         |
| Чилі | 1,9 млн тонн                            |                                         |                                         |                                         |
| Франція | 1,8 млн тонн                            | F                                       |                                         |                                         |
| Україна | 1,7 млн тонн                            | F                                       |                                         |                                         |
| Аргентина | 1,3 млн тонн                            | F                                       |                                         |                                         |
| Всього у світі | 66,3 млн тонн                           | A                                       |                                         |                                         |
| Без символу = за офіційними даними, F = за оцінками FAO, A = Сукупний (може включати в себе офіційні дані, напівофіційні дані або за оцінками); Джерело: FAO |                                         |                                         |                                         |                                         |

### Екологічна безпека
Екологічна безпека є важливою часткою вирощування та торгівлі яблуками. Яблука можуть бути оброблені різними пестицидами та іншими хімічними засобами для захисту від шкідників та хвороб. Однак, якщо ці хімікати використовують надмірно, вони можуть стати причиною забруднення навколишнього середовища та негативно вплинути на здоров'я людей, які споживають ці яблука.
Органічне вирощування яблук є одним з методів, щоб зменшити вплив на довкілля та забезпечити безпеку продукту для споживачів. Органічні яблука вирощують без застосування синтетичних пестицидів та мінеральних добрив, а замість цього використовують природні методи захисту від шкідників та хвороб.
Крім того, виробники яблук можуть отримувати сертифікати на відповідність екологічним стандартам, які гарантують споживачам, що яблука були вирощені з дотриманням екологічних стандартів та без застосування небезпечних хімікатів.
Також важливою частиною екологічної безпеки є відповідна утилізація відходів виробництва яблук, таких як гілки та листя, а також застосування енергоефективних технологій у виробництві та транспортуванні яблук, що дозволяє зменшити вплив на довкілля.

## Токсичність

### Амігдалін
Яблучне насіння містить невелику кількість амігдаліну, сполуки цукру та ціаніду, відомої як ціаногенний глікозид. Проковтування невеликої кількості яблучного насіння не викликає жодних негативних наслідків, але споживання дуже великих доз може спричинити побічні реакції. Може пройти кілька годин, перш ніж отрута почне діяти, оскільки ціаногенні глікозиди повинні гідролізуватися до того, як вивільняться іони ціаніду. Банк даних небезпечних речовин Національної медичної бібліотеки США не зафіксував жодного випадку отруєння амігдаліном при вживанні яблучного насіння.

### Алергія
Одна з форм алергії на яблуко, яка часто зустрічається в північній Європі, називається «березово-яблучний синдром» і спостерігається у людей, які також мають алергію на пилок берези. ААлергічні реакції викликає білок в яблуках, схожий на пилок берези, і люди, які страждають на цей білок, можуть також мати алергію на інші фрукти, горіхи та овочі. Реакції, які спричиняють оральний алергічний синдром (ОАС), зазвичай включають свербіж і запалення рота та горла, але в рідкісних випадках можуть також включати небезпечну для життя анафілаксію. Ця реакція виникає лише при вживанні сирих фруктів — алерген нейтралізується в процесі приготування. Різноманітність сортів яблук, ступінь зрілості та умови зберігання можуть змінювати кількість алергену, що міститься в окремих фруктах. Тривале зберігання може збільшити кількість білків, які викликають березово-яблучний синдром.
В інших регіонах, наприклад у Середземномор'ї, деякі люди мають негативну реакцію на яблука через їхню схожість з персиками. Ця форма алергії на яблука також включає в себе ОАС, але часто має більш важкі симптоми, такі як блювання, біль у животі та кропив'янка, і може бути небезпечною для життя. У людей з цією формою алергії також можуть розвинутися реакції на інші фрукти та горіхи. При приготуванні їжі білок, який викликає цю реакцію, не розщеплюється, тому люди з цією формою алергії не можуть їсти сирі або варені яблука. Свіжозібрані, перестиглі фрукти, як правило, мають найвищий рівень білка, який викликає цю реакцію.
Селекційні зусилля ще не привели до створення гіпоалергенних фруктів, придатних для будь-якої з двох форм алергії на яблука.

## Яблука в кулінарії

### Способи приготування

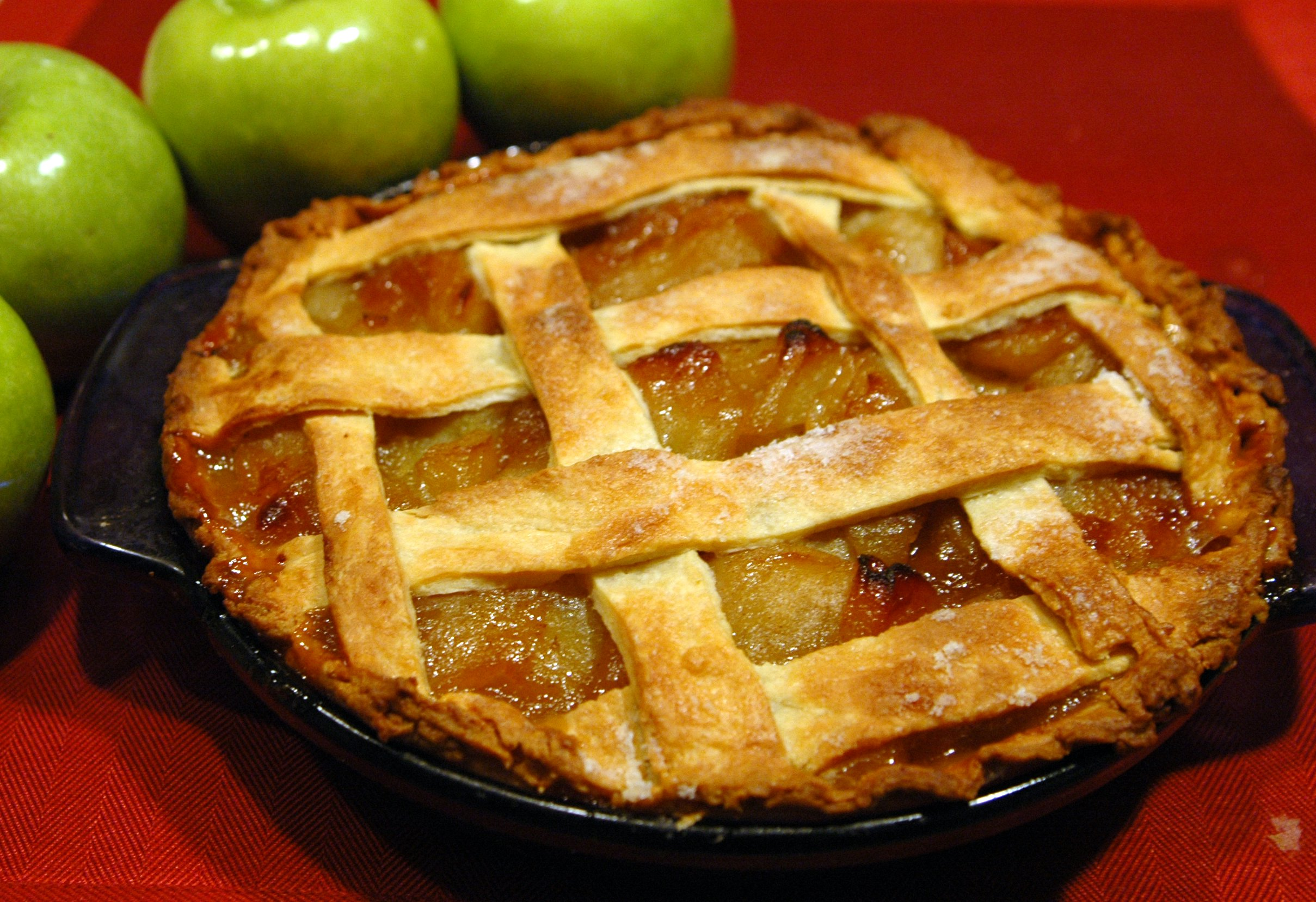
Яблучний пиріг

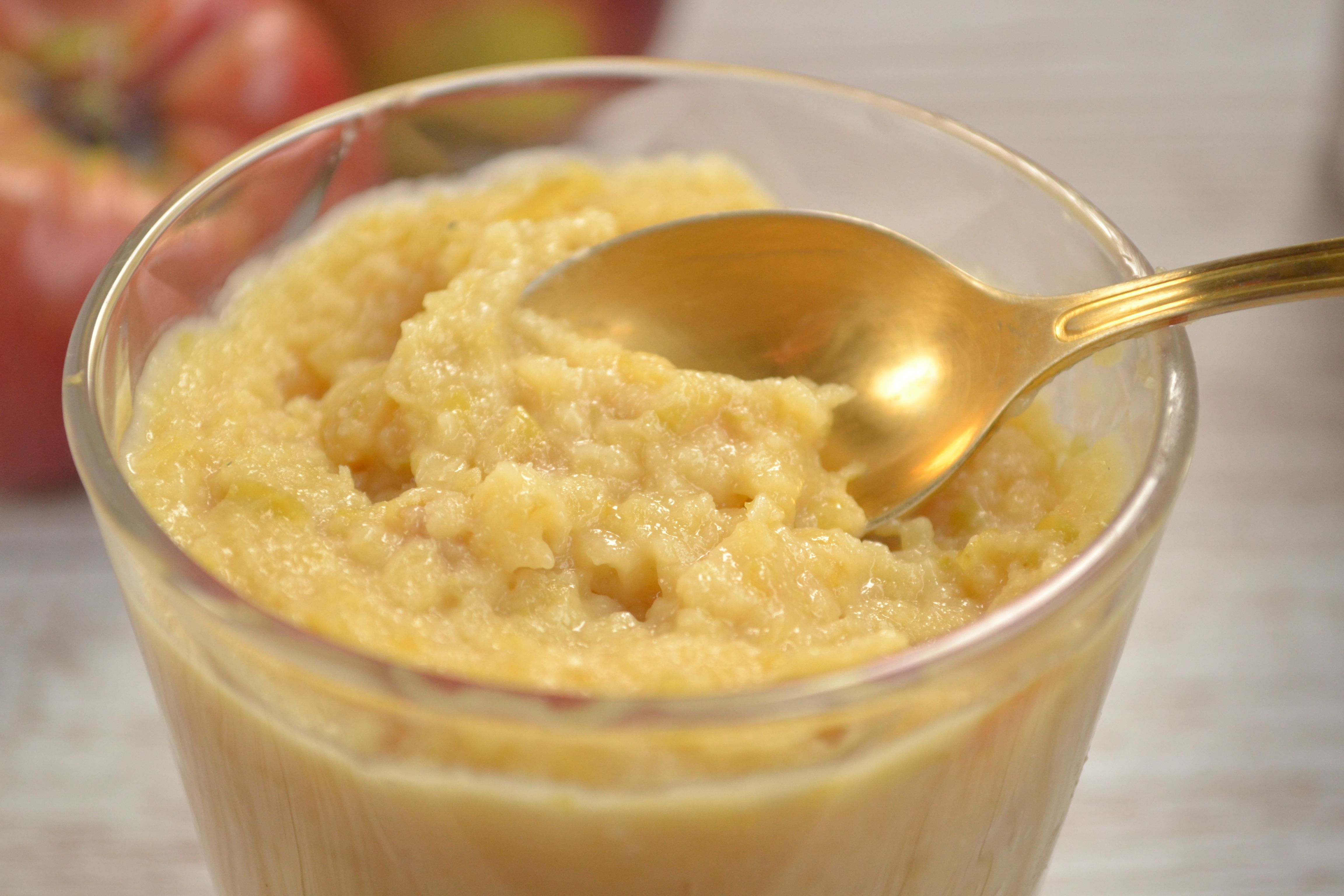
Ябчанка

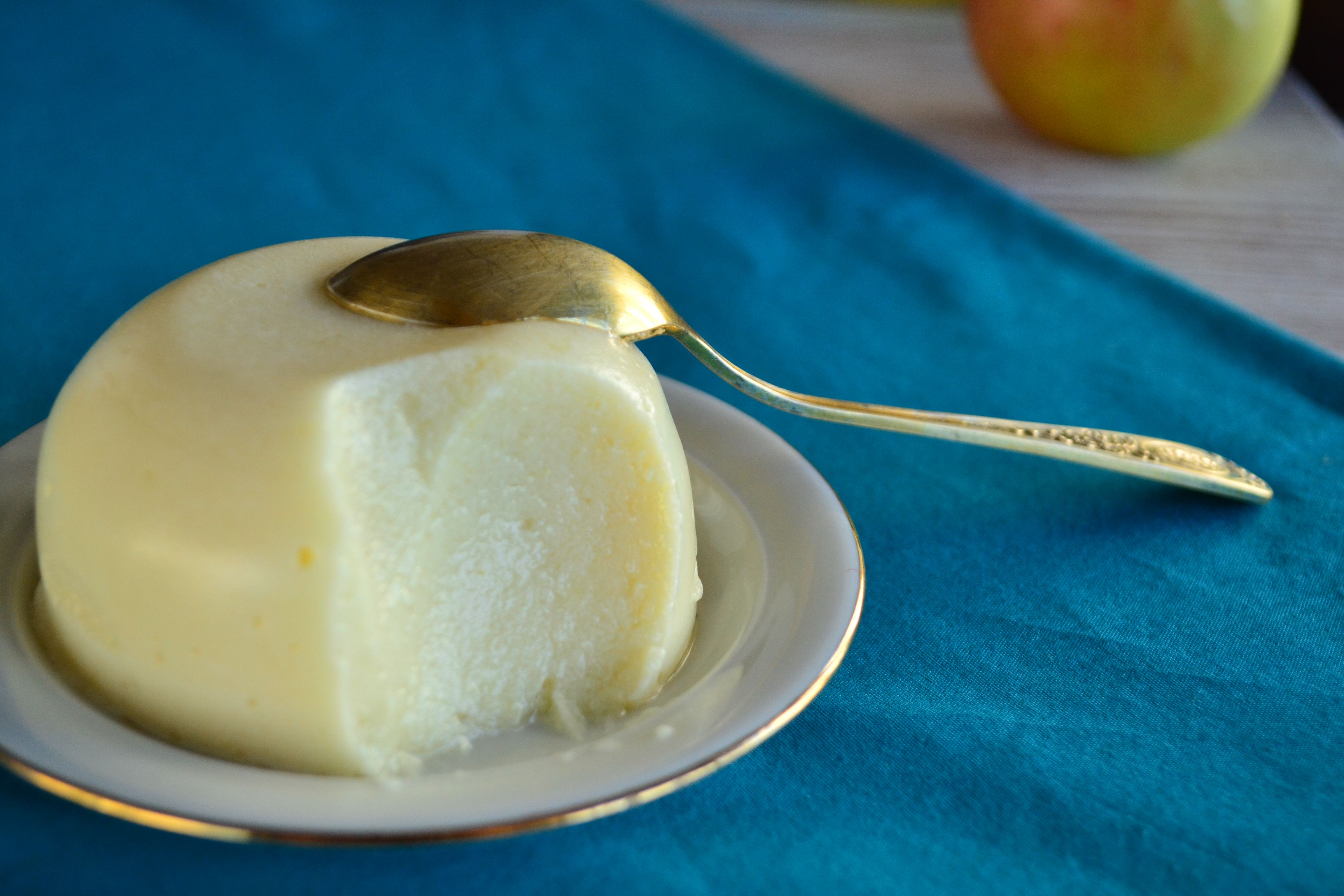
Сметанна ябчанка

- Сметанна ябчанкаЯблука є популярним інгредієнтом в кулінарії та можуть бути використані в різних стравах, напоїв та десертах.  — цілком або в салаті (наприклад, у салаті «Черепаха»).
- Сушені — сухофрукт, що отримуються сушкою на сонці або в духовці.
- Мочені — у цих заготівлях розрізняють три види мочення: просте, кисле і цукрове.
- Квашені. У соліннях концентрація солі в розсолах — не менше 6—8 %, у моченнях — 1,5—2 %[20].
- Консервовані.
- Повидло з яблук.
- Печені — солодкі (з медом, горіхами тощо) і як гарнір до м'яса і птиці. В Україні запечена гуска з яблуками є традиційною різдвяною стравою.
- Яблука можуть використовувати як сировину для приготування варення, джемів, мусів. Яблука дрібноплідних сортів можуть використовувати у варенні в цілому вигляді[21]. Для підсилення аромату до страв і заготівель із яблук зазвичай додають корицю.
- Яблука у свіжому вигляді та у вигляді джему використовують як начинку для пирогів (наприклад, шарлотка). В угорській, німецькій і чеській кухнях поширений рулет — струдель (нім. Strudel) із листкового тіста і начинки зі свіжих яблук або вишень.
- У яблуках є пектин, що широко використовують як желювальну речовину під час виготовлення мармеладу й пастили.

### Напої з яблук
- Яблучний сидр — алкогольний напій, що виготовляється з яблучного соку. Може бути спиртованим або безалкогольним.
- Свіжі та сушені яблука використовують для приготування компотів і киселів.
- З яблучного соку шляхом шумування і шампанізації виготовляють сидр. Бренді, що отримують після перегонки сидру, називається кальвадосом.
- Відходи переробки яблук, інших фруктів і ягід також використовують у приготуванні низькоякісних плодово-ягідних вин.
- Яблучний оцет

Для обробки яблук перед приготуванням використовують яблукорізки, ножі для серцевини. Ножі мають бути виготовлені з високоякісної і стійкої до окислення сталі, свіжі яблука, нарізані неякісним ножем отримують характерний «металевий» присмак.

### Яблука, що не потемніють
Шкірка та насіння яблук містять поліфеноли. Вони окислюються ферментом поліфенолоксидазою, який спричиняє потемніння нарізаних або побитих яблук, каталізуючи окислення фенольних сполук до о-хінонів, фактора потемніння. Побуріння знижує смак, колір і харчову цінність яблук. Arctic яблука, група яблук, які не потемніють, представлені на ринку Сполучених Штатів у 2019 році, були генетично модифіковані, щоб приглушити експресію поліфенолоксидази, тим самим відтерміновуючи ефект потемніння та покращуючи харчову якість яблук. Управління з контролю за якістю харчових продуктів і медикаментів США у 2015 році та Канадське агентство з контролю за продуктами харчування у 2017 році визначили, що Arctic яблука так само безпечні та поживні, як і звичайні яблука.

### Інші продукти
Яблучна олія отримується шляхом пресування яблучного насіння для виробництва косметики.

## Яблуко в культурі

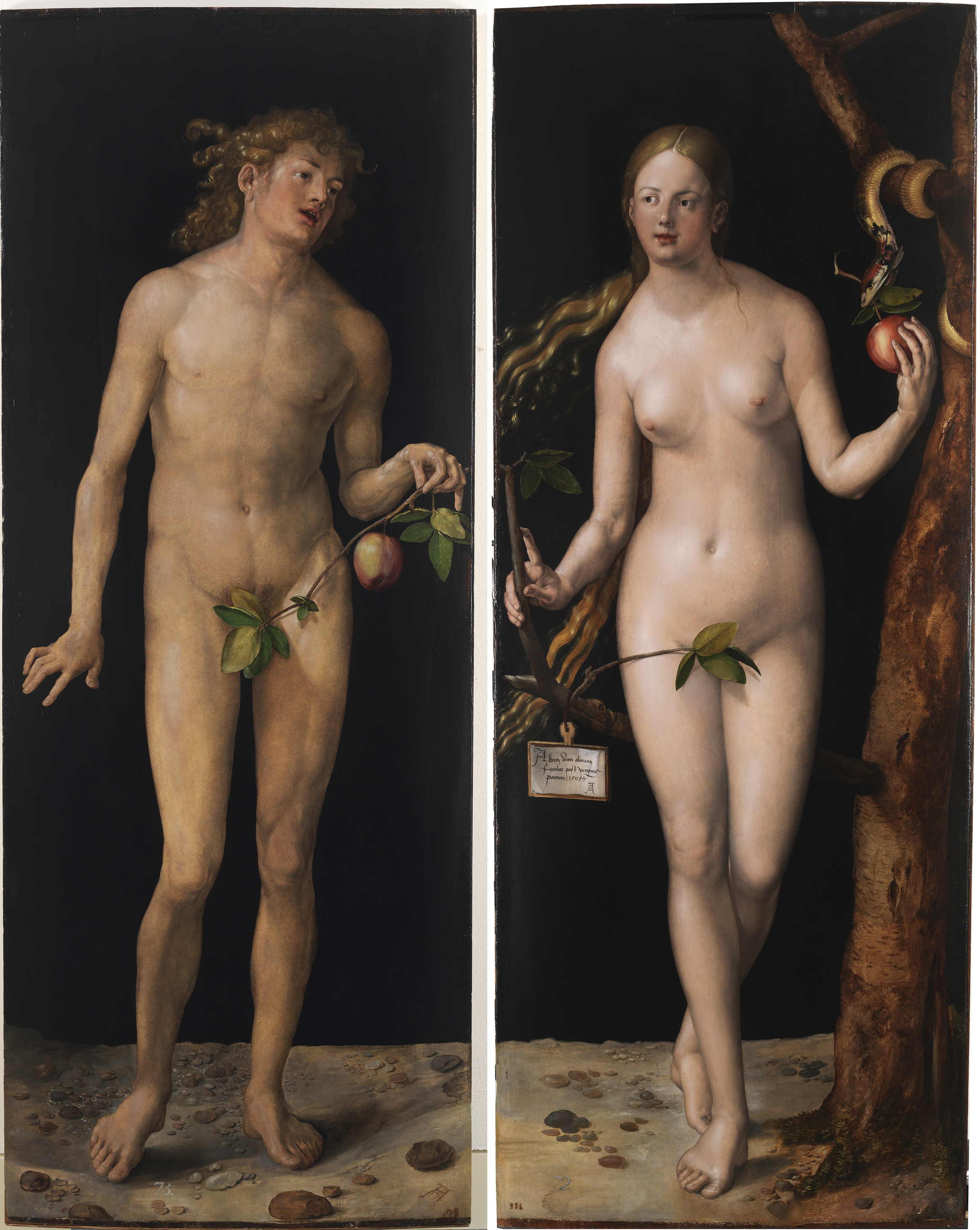
Адам і Єва. Альбрехт Дюрер. 1507

### Яблуко як символ
Яблуко може мати різні символічні значення в різних культурах та контекстах. Наприклад, в біблійній традиції яблуко асоціюється зі гріхопадінням, коли Ева з'їла заборонений плід з дерева пізнання добра і зла. У цьому контексті яблуко може символізувати заборонене, спокусу, непокірність або гріх.
У багатьох культурах яблуко асоціюється зі здоров'ям і довголіттям, оскільки воно містить багато корисних речовин. В цьому контексті яблуко може символізувати життя, відродження, відновлення сил або здоров'я.
У літературі та мистецтві яблуко також може мати різні символічні значення, наприклад, воно може символізувати красу, зіпсованість, сексуальність, свіжість або силу.
У загальному розумінні, яблуко може бути символом природи, плодючості, різноманіття та просто щастя. В цілому, символіка яблук може залежати від контексту та культурних вірувань.

### Яблуко у мистецтві
Зображення яблук є вкрай поширеним в картинах на біблійні теми, як символ Гріхопадіння, який є одним із найвідоміших сюжетів середньовічного живопису. Пізніше, в епоху Відродження, стали поширені мальовничі сюжети на античні мотиви — суд Паріса і дванадцятий подвиг Геракла — «яблука Гесперид».
Міфологічні та фольклорні сюжети, пов'язані з яблуками, використано в багатьох творах живопису та скульптури (суд Паріса, гріхопадіння Єви, яблука Гесперид), а також в літературних і музичних творах (у драмі Фрідріха Шиллера «Вільгельм Телль», однойменній опері Джоаккіно Россіні та ін.)

### Яблуко в науці
Яблуко може бути об'єктом наукових досліджень у багатьох галузях науки. Ось деякі приклади досліджень, пов'язаних з яблуками:
1. Генетика. Яблука є популярним об'єктом досліджень у галузі генетики, оскільки мають велику генетичну різноманітність. Дослідники досліджують гени, що впливають на властивості яблук, такі як колір, форма, розмір, смак і тривалість зберігання.
2. Сільське господарство. Яблука є одним з найважливіших плодів для сільського господарства. Дослідження у галузі сільського господарства спрямовані на вдосконалення методів вирощування, захисту рослин, управління посівами та зберігання яблук.
3. Харчова наука. Яблука є важливим джерелом дієтичних волокон, вітамінів та мінералів. Дослідження у галузі харчової науки спрямовані на вивчення властивостей яблук та їх впливу на здоров'я людини.
4. Екологія. Яблука можуть бути використані як біомаркери для вивчення екосистем та забруднення навколишнього середовища. Дослідження у галузі екології спрямовані на вивчення ефектів забруднення на рослини та їх відновлення.
5. Фізіологія рослин. Яблука використовують у дослідженнях фізіології рослин, оскільки мають велику кількість фізіологічних процесів, таких як дихання, фотосинтез та зберігання енергії.

### Яблуко в географічних назвах
- Яблуко часто згадується в географічних назвах різних країн та регіонів світу. Ось декілька прикладів:
  1. Айдахо (США) — цей штат здавна відомий своїми яблуками, тому його інколи називають «яблучним штатом». Тут вирощують більш як 40 різних сортів яблук.
  2. Айзенштадт (Австрія) — місто на заході Австрії, де знаходиться замок Ештергом, де проживав композитор Франц Йозеф Гайдн. Його симфонію № 13 іноді називають «яблучною», оскільки у першому русі п'єси мелодія нагадує звучання пісеньки, яку співали на зборах яблучників.
  3. Еппінген (Німеччина) — місто в Баден-Вюртемберзі, де проходить щорічний фестиваль яблук. У рамках фестивалю проводяться конкурси на найбільше та найважче яблуко, виставки сортів яблук та багато іншого.
  4. Кумамото (Японія) — префектура на півдні Японії, де вирощуються великі кількості яблук. Цей регіон відомий також своїми гірськими ландшафтами, водоспадами та красивими пагодами.
  5. Аплдорн (Велика Британія) — місто на південному заході Англії, де знаходиться резиденція британської королеви — замок Аплдорн. Назва міста походить від староанглійського слова «Aeppel» (яблуко), тому його герб зображує золоте яблуко на синьому тлі.

## Галерея

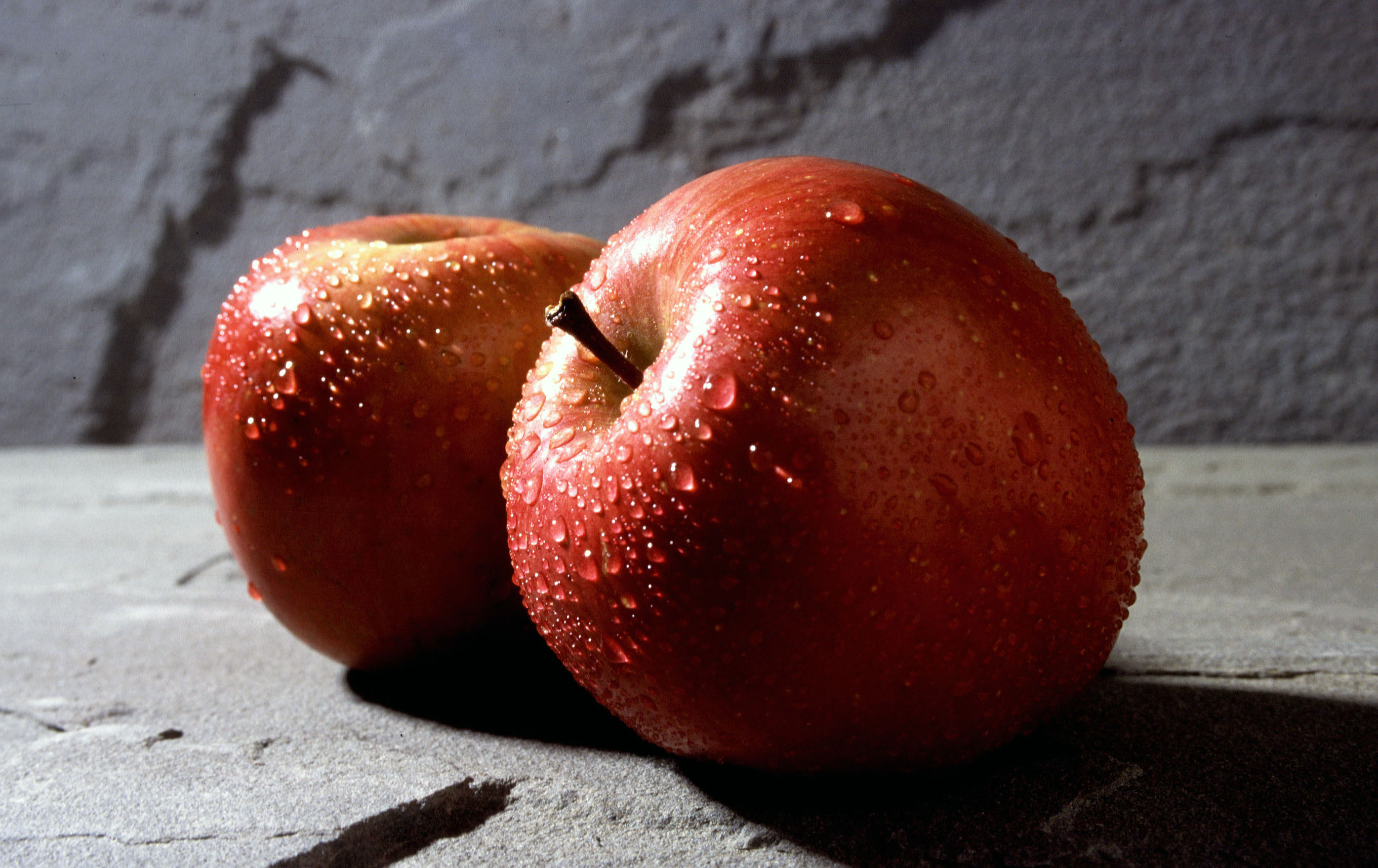
Яблука сорту Фуджі
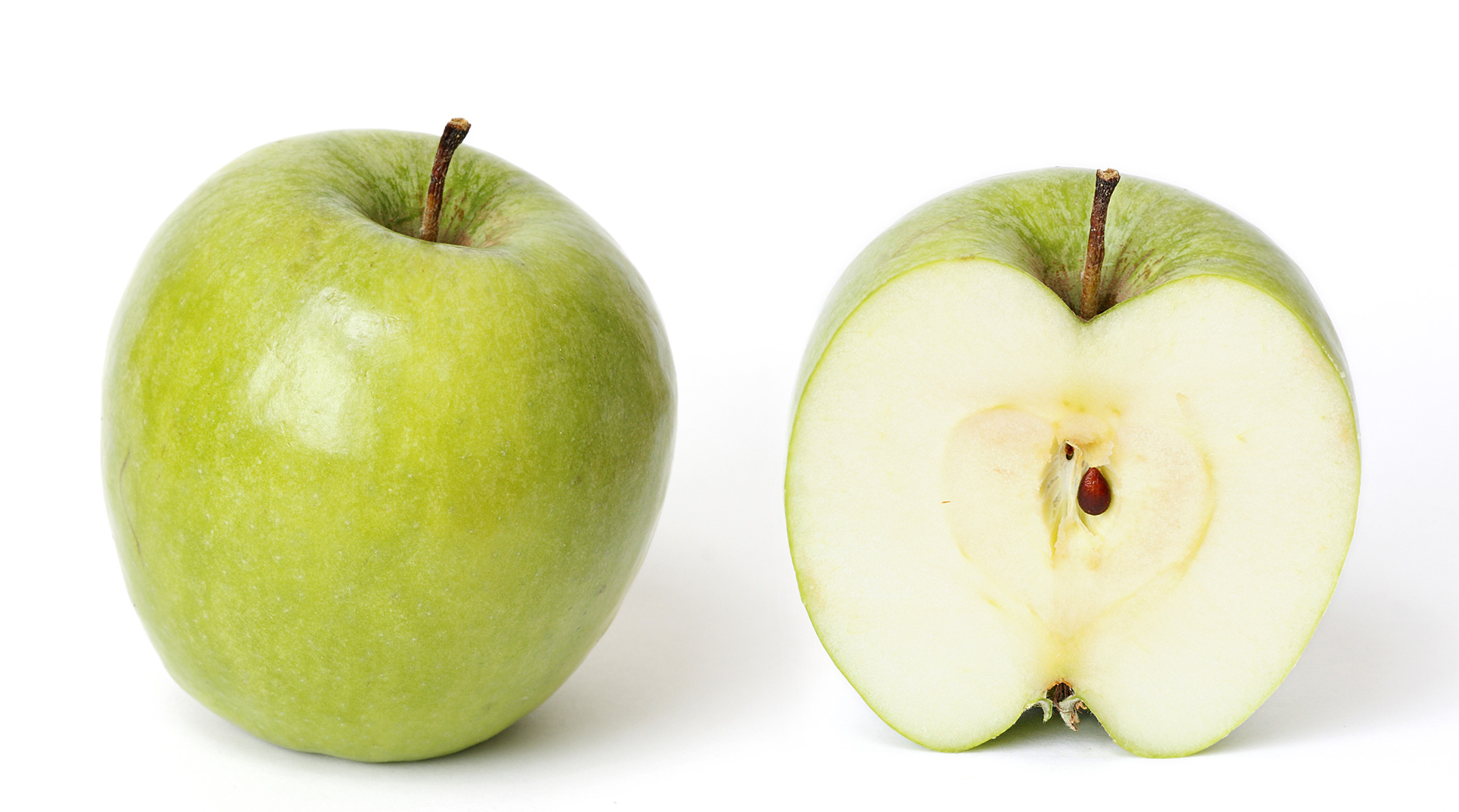
Яблука сорту Гренні Сміт
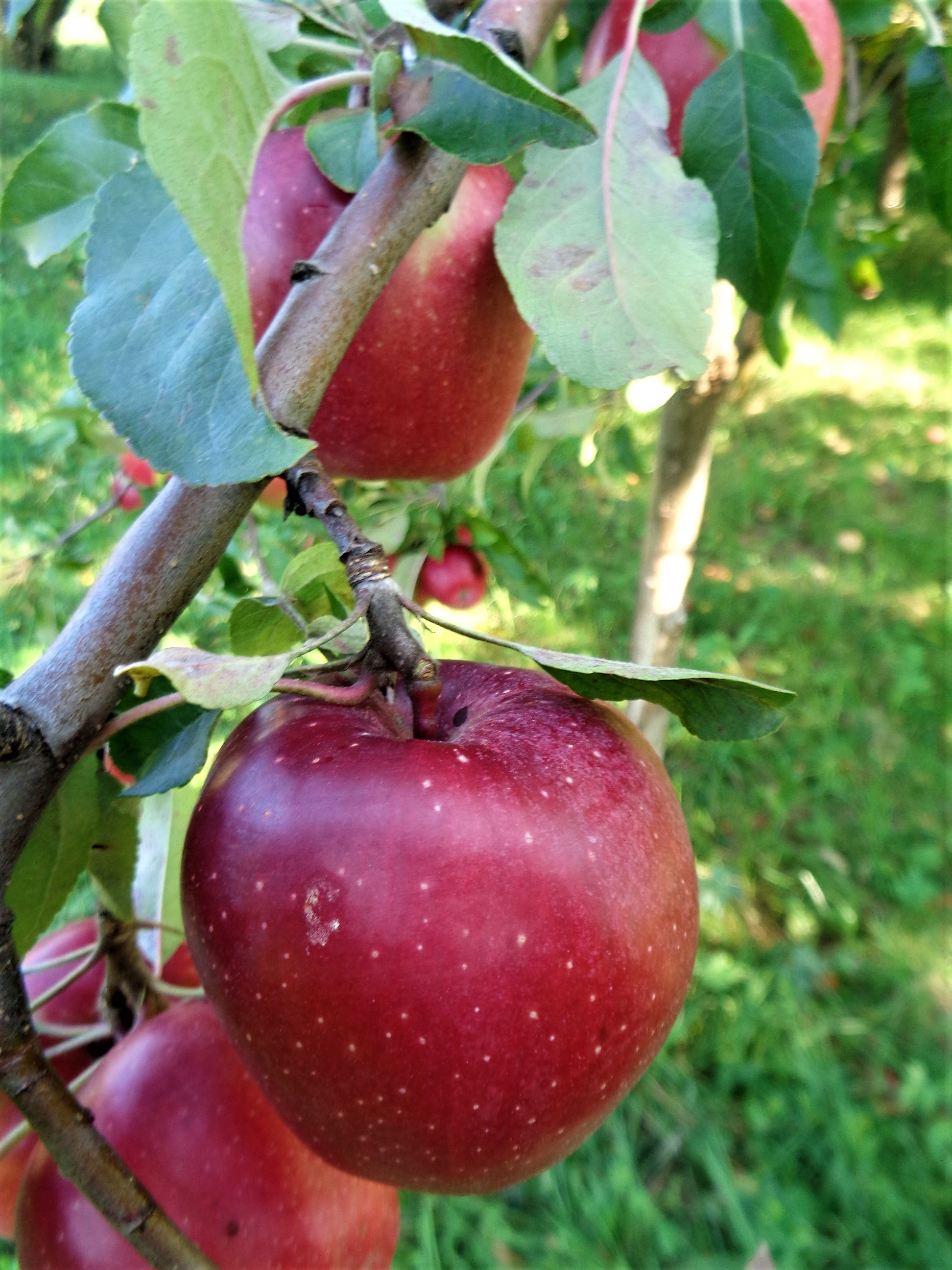
Глостер
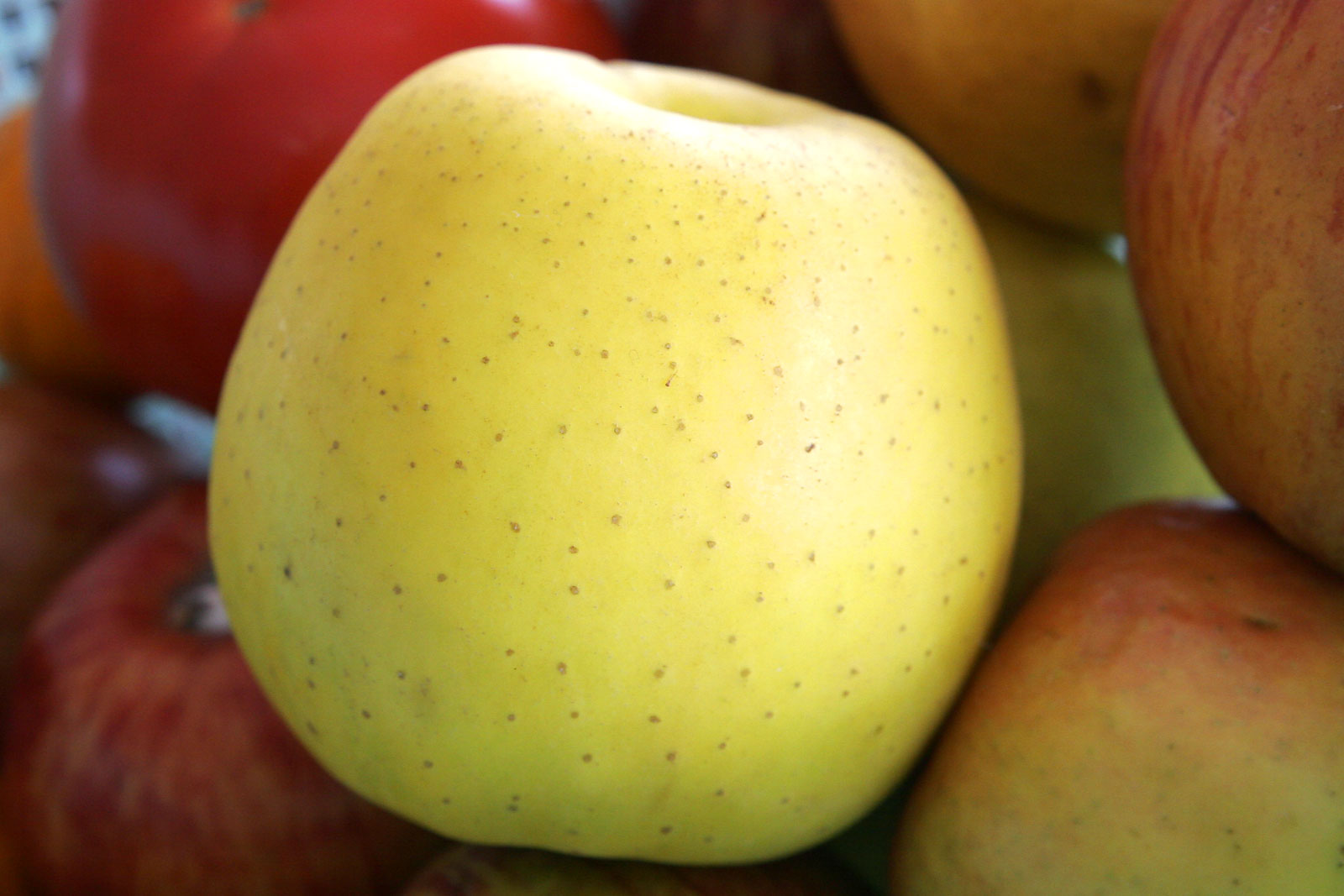
Голден делішес
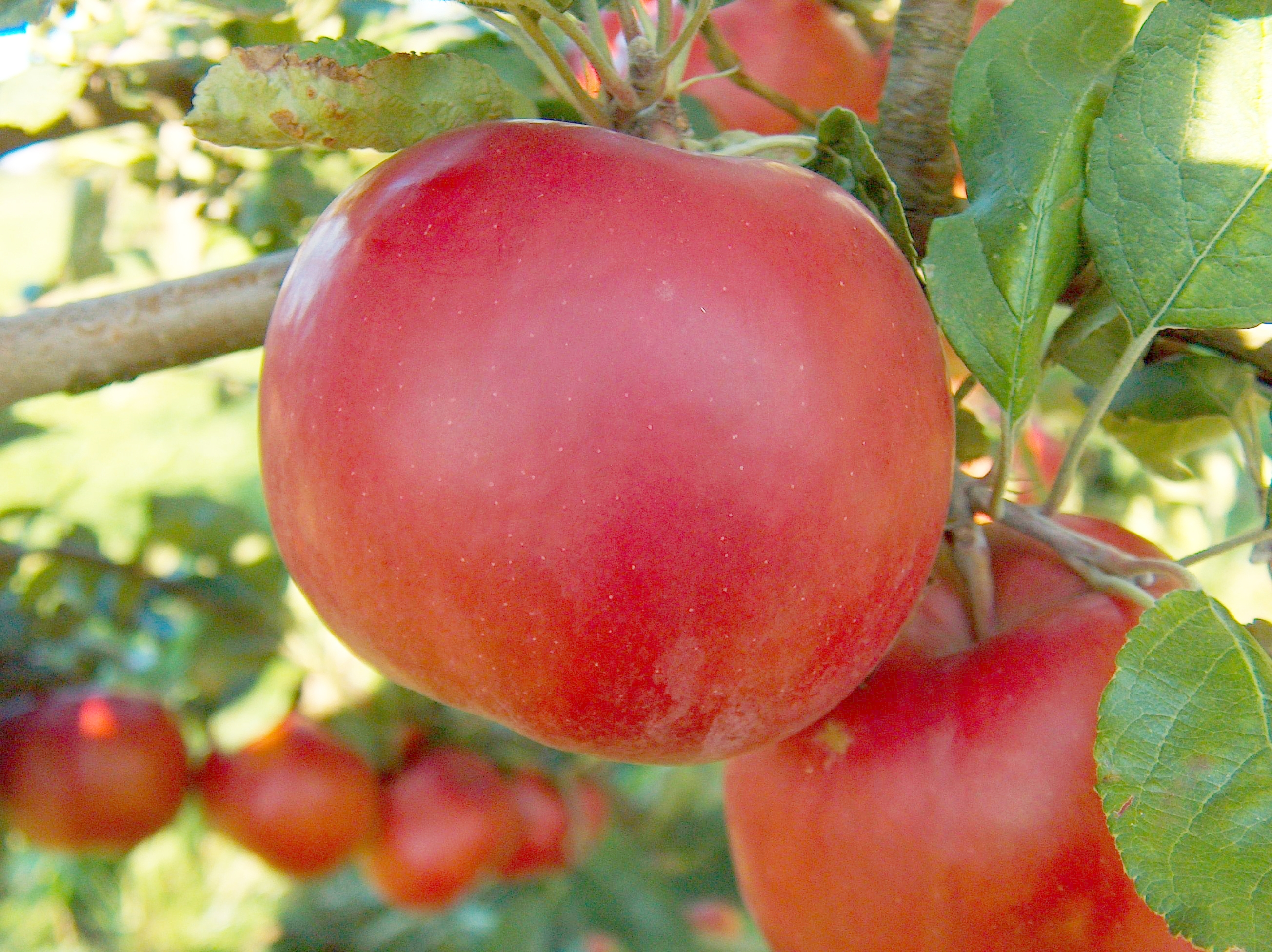
Макінтош
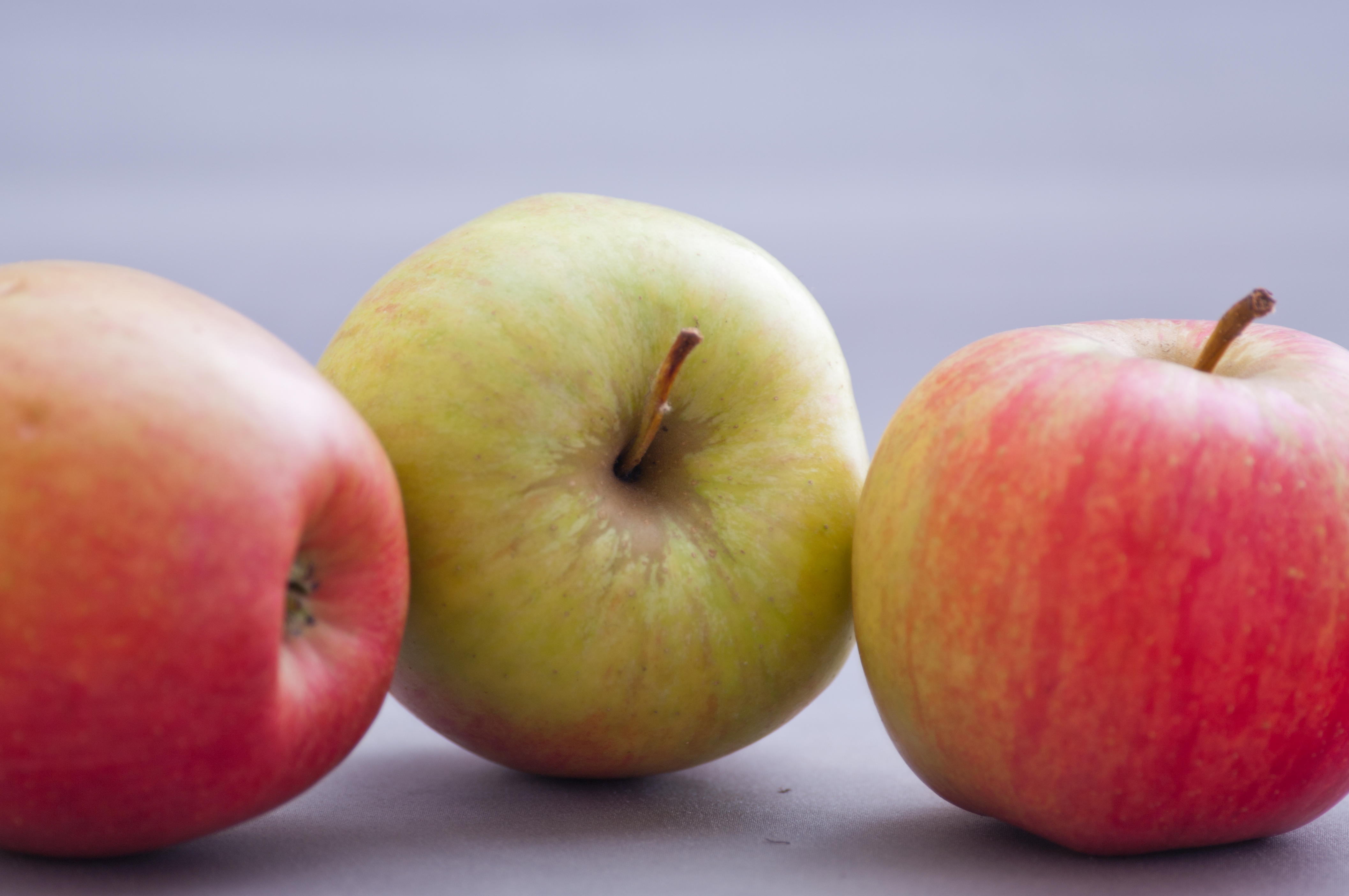
Чемпіон